# Hawker Fury
Die Hawker Fury war ein einsitziges britisches Doppeldecker-Jagdflugzeug von 1931.
Die Hawker Fury absolvierte ihren Erstflug am 25. März 1931. Bei ihrer Indienststellung bei No. 43 Squadron im Mai 1931 war sie der erste Jäger der Royal Air Force, der die Geschwindigkeit von 200 mph (322 km/h) überbieten konnte. Die Grundstruktur bestand aus Metall mit einer Stoffbespannung. Der vordere Rumpf war mit Metall verkleidet. Die Maschine besaß ein Heckspornfahrwerk.

## Fury Mk I
Von dieser Version wurden etwa 160 Exemplare gebaut. Die Maschine besaß einen Rolls-Royce-Kestrel-IIS-Motor mit 525 PS (390 kW).

## Fury Mk II
Die Fury Mk II erhielt einen neuen, 477 kW (640 PS) leistenden Rolls-Royce-Kestrel-VI-Motor. Gegenüber der Fury Mk I wies die Fury Mk II eine um 10 % gesteigerte Höchstgeschwindigkeit auf. Dies führte aber zu einem erhöhten Kraftstoffverbrauch. Trotz eines größeren Tanks verringerte sich die Reichweite um 10 %.
Es wurden 98 Exemplare für die RAF gebaut und in sechs Einheiten verwendet. Die ersten Maschinen kamen zum Anfang des Jahres 1937 bei der No. 25 Squadron in Dienst. 1939 wurden sie durch die Hawker Hurricane ersetzt. Einige Fury Mk II wurden nach dem Ausbruch des Zweiten Weltkrieges als Schulflugzeuge eingesetzt.
Die südafrikanische Luftwaffe setzte die Maschine zu Beginn des Zweiten Weltkrieges in Ostafrika ein. Jugoslawische Maschinen waren in den Abwehrkampf während der deutschen Invasion im Jahre 1941 verwickelt.
Ein Flugzeug wurde von Hawker mit dem Rolls-Royce-Goshawk-Motor, der über eine Verdampfungskühlung verfügte, ausgerüstet. Dazu wurden im Nasenbereich der oberen Tragfläche Oberflächenkühler angebracht, die den Luftwiderstand der Maschine im Gegensatz zu einem konventionellen Kühler nicht vergrößerten.

## Produktion
Die Hawker Fury wurde von den Unternehmen Hawkers in Kingston und General Aircraft in Hanworth in Serie gebaut.
Abnahme der Hawker Fury durch die RAF:
| Hersteller | Version | 1931 | 1932 | 1933 | 1934 | 1935 | 1936 | 1937 | Summe |
| ---------- | ------- | ---- | ---- | ---- | ---- | ---- | ---- | ---- | ----- |
| Hawker     | Mk.I    | 21   | 56   | 8    | 13   | 20   |      |      | 118   |
| Hawker     | Mk.II   |      |      |      |      |      | 23   |      | 23    |
| GAL        | Mk.II   |      |      |      |      |      | 52   | 37   | 89    |
| Summe      |         | 21   | 56   | 8    | 13   | 20   | 75   | 37   | 230   |

## Einsatzländer
- Vereinigtes Königreich
- Iran
- Jugoslawien
- Griechenland
- Norwegen
- Portugal
- Spanien
- Südafrikanische Union

## Technische Daten
| Kenngröße             | Fury Mk II                                                           |
| --------------------- | -------------------------------------------------------------------- |
| Besatzung             | 1                                                                    |
| Länge                 | 8,15 m                                                               |
| Spannweite            | 9,14 m                                                               |
| Tragflügelfläche      | 23,41 m²                                                             |
| Höhe                  | 3,10 m                                                               |
| Leermasse             | 1240 kg                                                              |
| Flugmasse             | 1637 kg                                                              |
| Höchstgeschwindigkeit | 359 km/h in 5030 m Höhe                                              |
| Dienstgipfelhöhe      | 10.455 m                                                             |
| Reichweite            | 435 km                                                               |
| Triebwerke            | ein Zwölfzylinder-V-Motor Rolls-Royce Kestrel VI mit 477 kW (640 PS) |
| Bewaffnung            | zwei synchronisiert vorwärtsfeuernde MG Vickers Mk IV, Kal 0.303     |